# زغبورة مدارية
زغبورة مدارية (الاسم العلمي:Stigmella tropicatella) هي نوع من الحشرات تتبع جنس الزغبورة من فصيلة السليلات.